# منظمة الوحدة الإفريقية الأمريكية

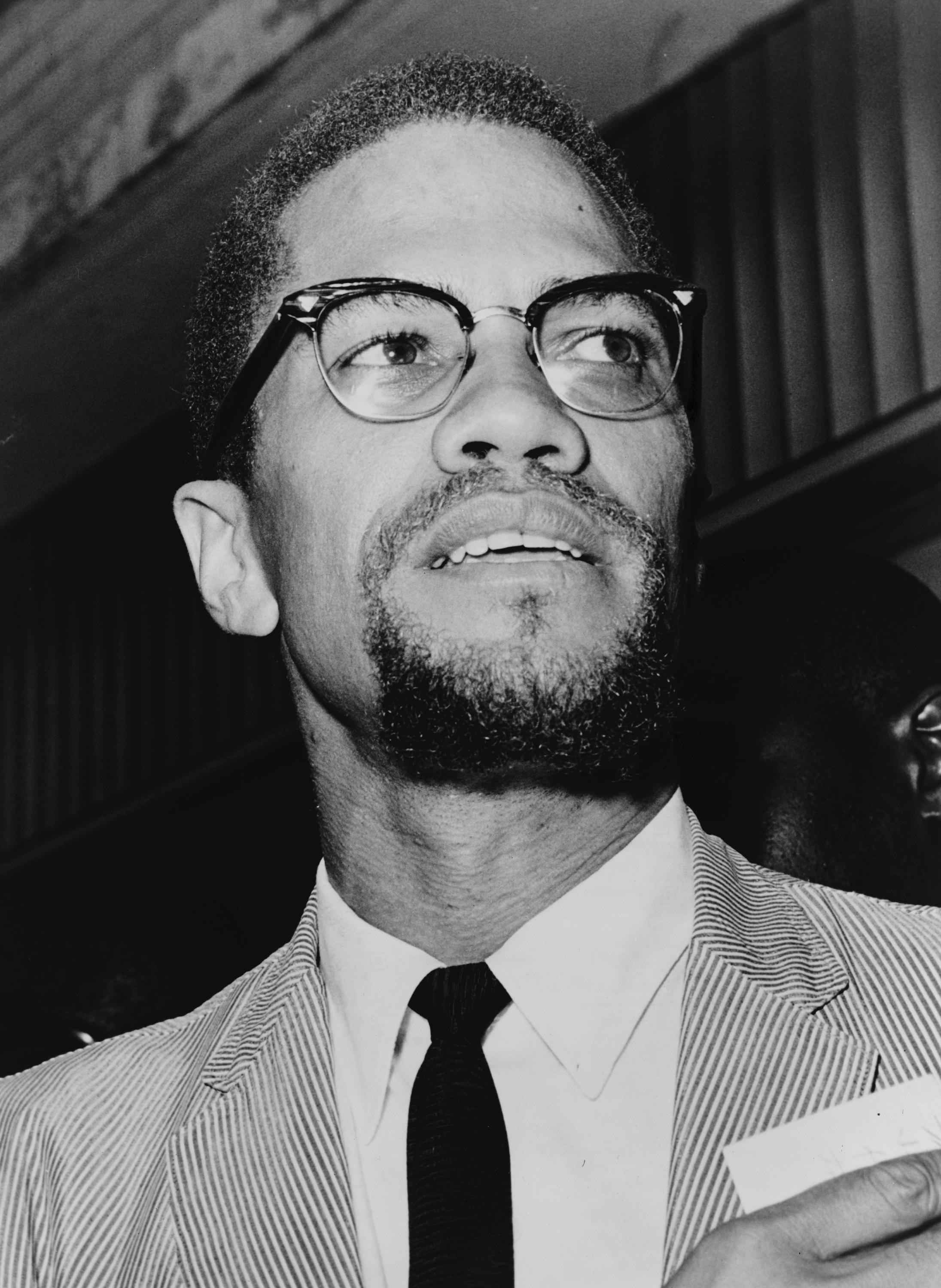
مالكوم إكس عام 1964

منظمة الوحدة الأفريقية الأمريكية (OAAU) هي وحدة أفريقية أسسها الإصلاحي والحقوقي مالكوم إكس عام 1964 تأثراً واقتادئاً بمنظمة الوحدة الأفريقية في قارة أفريقيا التي زارها مالكوم إكس في مايو من نفس العام وتأثر بفكرتها كثيراً، أعلن عن هدف الاتحاد أو المنظمة في نقطتين هما: الدفاع عن حقوق الأفارقة الأمريكان في الولايات المتحدة وتعزيز التعاون بين الأفارقة والمنحدرين من أصل أفريقي في الأمريكتين.
أُعلن عن الاتحاد رسمياً في 28 يونيو عام 1964 عن طريق مالكوم إكس في هامش إلقائه لمحاضرة له في نيويورك كما ساهم هو بنفسه بكتابة تعاليم وأدبيات الاتحاد مع كل من جون هنريك كلارك وألبرت كليغ وجيسي غاري وأخيراً مع مساهمة غلوريا ريتشاردسون. نصت مذكرة صدارة من مكتب التحقيقات الفيدرالي أورخت في يوم 2 يوليو 1964 من كتابة رئيس المتكب نفسه - إدغار هوفر - على أن هذا الاتحاد يشكل خطراً كبيراً على الأمن القومي للولايات المتحدة. ما أدى إلى قيام الحكومة الأمريكية بحظر الاتحاد.

## الإنهيار
لم يكن لدى مالكولم إكس الوقت الكافي للاستثمار في منظمة الوحدة الأفريقية الأمريكية لمساعدتها على الازدهار. بعد وفاته، تولت إيلا ليتل كولينز (أخت مالكولم إكس غير الشقيقة) قيادة منظمة الوحدة الأفريقية، لكن قلة عدد الأعضاء وغياب مالكولم إكس أدى في النهاية إلى انهيار المنظمة. 